# Podocarpus confertus
Podocarpus confertus é uma espécie de conífera da família Podocarpaceae.
Pode ser encontrada nos seguintes países: Brunei, Indonésia e Malásia.